# Марев, Иван Петрович
Иван Петрович Марев ошибочный вариант Морев (1877 — ?) — рабочий-кузнец, депутат Государственной думы II созыва от Московской губернии.

## Биография

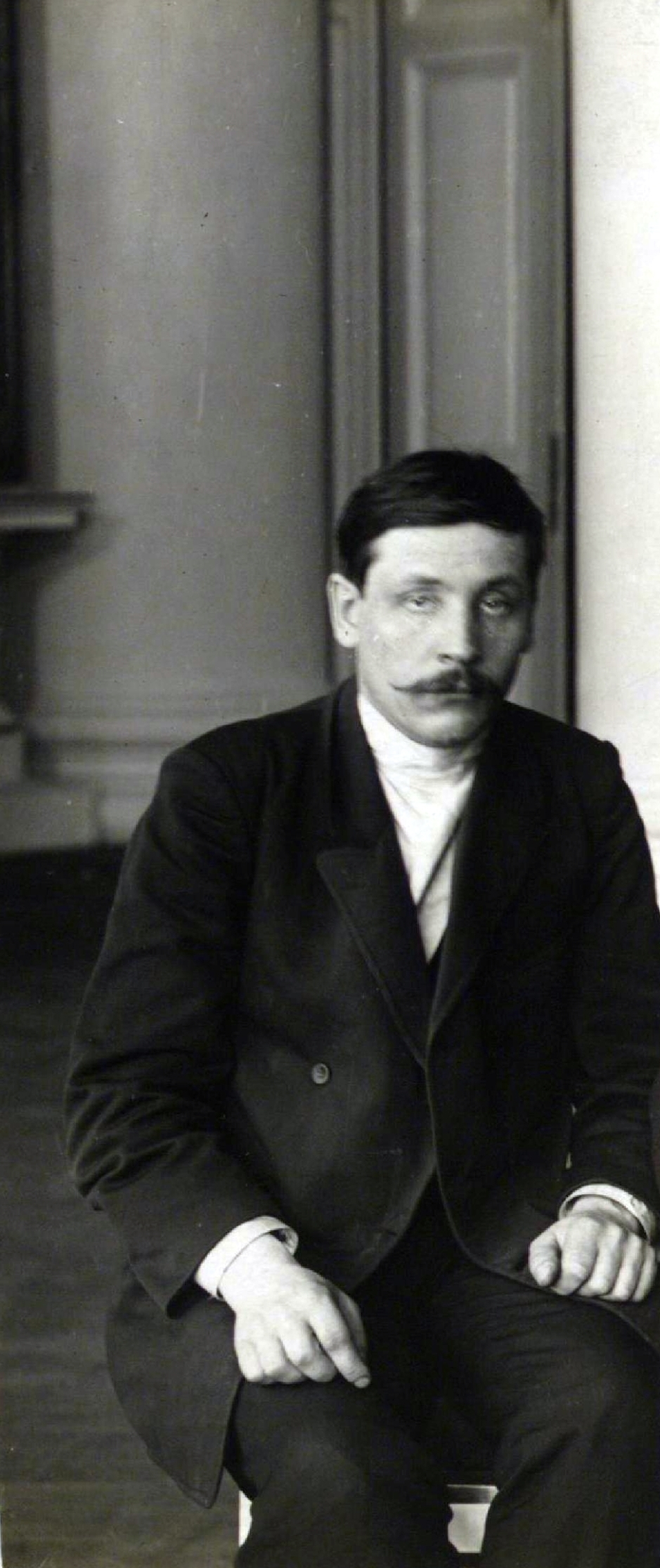
И. П. Марев

По происхождению крестьянин. Окончил начальное сельское училище. Был кузнецом на Коломенском машиностроительном заводе с заработком 500—700 рублей в год. Неоднократно был избран уполномоченным от рабочих для переговоров с заводской администрацией. По одним сведениям был членом РСДРП. В других источниках его позиция определяется как «сочувствующий РСДРП».
6 февраля 1907 избран во Государственную думу II созыва от общего состава выборщиков Московского губернского избирательного собрания. 12 февраля 1907 года Бобровский подрайонный комитет РСДРП организовал проводы своего депутата в Петербург. На станции Голутвин состоялся митинг, где И. П. Марев выступил с речью. Он говорил «Права свои рабочие могут обрести лишь в борьбе, — порядок в стране и равенство граждан наступят только тогда, когда соединятся и сплотятся пролетарии всех стран». Свою речь он закончил словами: «Помру за правду или возвращусь к вам, как полноправный гражданин». По мнению В. Ф. Джунковского Марев во время выборов занимал крайне левую позицию.
В Думе вошёл в состав Социал-демократической фракции. Современные исследователи указывают, что Марев примыкал к её меньшевистскому крылу. Но активного участия в думской работе не принимал. В конце марта И. П. Марев констатировал дезорганизацию и анархию во фракции. 5 мая 1907 года на штаб-квартире думской фракции социал-демократов, которая размещалась в квартире, снятой на имя И. П. Озола, был проведён обыск, среди 35 человек, которых там застала полиция, были 5 депутатов, в том числе и Марев. Привлекался к суду по делу Социал-демократической думской фракции. Ввиду недоказанности его виновности был признан оправданным по суду. По другим сведениям три года отбывал ссылку.
Во время выборов в IV Думу был среди 230 уполномоченных от рабочих Московской губернии. 30 сентября 1912 состоялись выборы 9 выборщиков рабочей курии. Бывший депутат, очевидно, имел хорошие шансы преодолеть этот этап. Однако против него вёл энергичную кампанию, впоследствии разоблачённый как секретный сотрудник полиции, Роман Малиновский, добивавшийся, чтобы в выборщики от Коломны прошёл кто-либо другой. Малиновский намекал, что у Марева была какая-то история, что его в чём-то подозревали. В результате Марев сам снял свою кандидатуру.
Дальнейшая судьба и дата смерти неизвестны.